# C/1997 O1 Tilbrook
C/1997 O1 (Tilbrook) è la prima delle comete scoperte dall'astrofilo australiano Justin Tilbrook.
Si tratta di una cometa a lungo periodo con un periodo di rivoluzione di circa 811,69 anni. Poiché questo periodo è superiore al limite convenzionale di duecento anni che separa le comete periodiche da quelle non periodiche, viene considerata una cometa non periodica. Unica caratteristica è di avere una piccola MOID con il pianeta Nettuno.